# (10201) Korado
(10201) Korado est un astéroïde de la ceinture principale.

## Description
(10201) Korado est un astéroïde de la ceinture principale. Il fut découvert le 12 juillet 1997 à Farra d'Isonzo par l'Observatoire astronomique de Farra d'Isonzo. Il présente une orbite caractérisée par un demi-grand axe de 2,19 UA, une excentricité de 0,19 et une inclinaison de 4,4° par rapport à l'écliptique.

## Compléments